# SN 2003bk
SN 2003bk – supernowa typu II odkryta 28 lutego 2003 roku w galaktyce NGC 4316. W momencie odkrycia miała maksymalną jasność 17,00m.